# Dustin Pedroia
Dustin Luis Pedroia (Woodland, California; 17 de agosto de 1983) es un exjugador de béisbol profesional estadounidense. Jugó  para Boston Red Sox y su posición era segunda base, su posición secundaria era campo corto (SS).

## Trayectoria
Inició su carrera profesional el año 2006 con Boston Red Sox, participando en 31 juegos. Para el año siguiente ganó el reconocimiento como novato del año con un porcentaje de bateo de .316 y fildeo de .995. Su mejor desempeño en una temporada ha sido en 2008, al obtener el mayor monto de carreras anotadas (118), hits (213), y dobles (54) en la Liga Americana. Estas estadísticas le hicieron merecedor del reconocimiento como "Jugador más valioso", ganando también un Guante de Oro. En 2009 repitió con el mayor número de carreras con 115.
En postemporada, Pedroia ha participado en seis series, donde destacan la conquista de la Serie Mundial de 2007 y la disputa de dos campeonatos de la Liga Americana en los cuales ha tenido un porcentaje a la ofensiva de .345 (2007) y .346 (2008).
En el 2013 los Medias Rojas de Boston y el intermedista Dustin Pedroia acordaron una extensión de contrato por 7 años, valorada en $100 millones. El contrato correría desde 2015 hasta 2021 e incluye una cláusula completa de no cambio.
Ese mismo año, conseguiría su segundo título de serie mundial, tras derrotar en seis juegos a los Cardenales de San Luis, Obteniendo así todos los títulos posibles en una temporada, ya que los Medias Rojas previamente habían obtenido el primer lugar de la conferencia este de la Liga Americana, derrotaron a los Rayos de Tampa Bay en la serie divisional y a la postre derrotaron a los Tigres de Detroit en una serie en la que tan solo necesitaron seis juegos para así lograr la Serie de Campeonato de la Liga Americana.
En el 2014, a pesar de la mala temporada de los Medias Rojas de Boston, Dustin Pedroia ganó su segundo Guante de Oro en la Liga Americana en fila, el cuarto de su carrera.
El 1 de febrero del 2021 anunció su retiro del béisbol profesional.